# Poľný Kesov
Poľný Kesov (Hongaars: Mezőkeszi) is een Slowaakse gemeente in de regio Nitra, en maakt deel uit van het district Nitra.
Poľný Kesov telt 619 inwoners.